# Ginástica artística nos Jogos Pan-Americanos de 2019 - Argolas
A competição de argolas masculino foi um dos eventos da ginástica artística nos Jogos Pan-Americanos de 2019. Foi disputada no Polideportivo Villa El Salvador no dia 30 de julho. 

## Calendário
Horário local (UTC-5).
| Data        | Horário | Fase  |
| ----------- | ------- | ----- |
| 30 de julho | 15:00   | Final |

## Medalhistas
| Ouro   | MEX Fabian de Luna    |
| Prata  | BRA Arthur Zanetti    |
| Bronze | ARG Federico Molinari |

## Resultados

### Qualificação
| Pos. | Ginasta               | Resultado | Notas |
| ---- | --------------------- | --------- | ----- |
| 1    | BRA Arthur Zanetti    | 15.000    | Q     |
| 2    | ARG Federico Molinari | 14.500    | Q     |
| 3    | MEX Fabian de Luna    | 14.350    | Q     |
| 4    | COL Didier Yamit Lugo | 14.300    | Q     |
| 5    | CAN René Cournoyer    | 14.000    | Q     |
| 6    | ARG Daniel Villafañe  | 13.850    | Q     |
| 7    | CUB Rafael Rosendi    | 13.800    | Q     |
| 8    | BRA Caio Souza        | 13.800    | Q     |
| 9    | USA Cameron Bock      | 13.650    | R     |
| 10   | USA Brody Malone      | 13.550    | R     |
| 11   | CAN Cory Paterson     | 13.400    | R     |

### Final
| Pos.              | Ginasta               | Resultado | Notas |
| ----------------- | --------------------- | --------- | ----- |
| Medalha de ouro   | MEX Fabian de Luna    | 14.500    |       |
| Medalha de prata  | BRA Arthur Zanetti    | 14.400    |       |
| Medalha de bronze | ARG Federico Molinari | 14.066    |       |
| 4                 | BRA Caio Souza        | 14.066    |       |
| 5                 | MEX Didier Yamit Lugo | 13.933    |       |
| 6                 | ARG Daniel Villafañe  | 13.633    |       |
| 7                 | CUB Rafael Rosendi    | 13.500    |       |
| 8                 | PER Jesus Moreto      | 10.466    |       |